# Rebelle Records
För den kommunistiska ungdomstidningen, se Rebell.
Rebelle Records AB är ett skivbolag som grundades av Björn Afzelius 1988 efter att hans skivbolag Transmission gått i konkurs. Syftet var och är att förvalta, administrera och ansvara för hans samtliga utgivning, till vilken han lyckats köpa ut rättigheterna. 
Skivbolagets namn är bildat av namnen på hans två döttrar Rebecca och Isabelle och har numera sitt säte i Snekkersten i Danmark.